# Аушра Аугустинавићуте
Аушра Аугустинавићуте (литв. Aušra Augustinavičiūtė; 4. април 1928 — 19. август 2005) је совјетски економиста из Литваније, оснивач соционике, неприхваћене научне дисциплине, која се бави типовима личности и међусобним односима међу њима, а заснива се на типологији познатог швајцарског психолога Карла Густава Јунга и на теорији информационог метаболизма пољског психијатра и философа Антона Кемпинског.

## Биографија
Аушра се родила 4. априла 1928. године недалеко од Каунаса, у породици која се бавила књигоиздаваштвом. Постоји тврдња да се родила 1927. године, али општеприхваћена је година 1928. према сведочанству Сауле Лесауските, која се старала о Аушри њених последњих година живота. Од 1948. до 1953. године студирала је економију финансијског смера на Економском факултету Вилњуског Државног Универзитета. Због изванредног успеха, диплому економисте добила је уз почасти.
После завршетка студија, радила је у Министарству финансија Литванске ССР и предавала предмет политичку економију у образовним установама Вилњуса. Године 1968. постала је декан Института за породична истраживања Вилњуског универзитета.

## Истраживачки рад
Шездесетих година Аугустинавићуте је међу првима у Совјетском Савезу почела да проучава социологију и фактички постала једна од првих совјетских научника социолога. Осим социологије, она се такође бавила и проблемима породичних односа и сексологијом.
Крајем шездесетих и почетком седамдесетих она је проучила типологију Јунга, теорију психоанализе Зигмунда Фројда и теорију информационог метаболизма Антона Кемпинског, на основу које је, заједно са истомишљеницима разрадила теорију соционике. Сама Аугустинавићуте је за годину настанка соционике назначила 1968. годину, у којој је она открила како се може проширити концепција Јунга и направити осмокомпонентни модел психе (модел А). Касније, средином осамдесетих година, прочитавши преведену на руски језик књигу Бена Шнејдермана „Психологија програмирања: Људски фактори у бројчаним и информационим системима”, сазнала је о постојању типологије Мајерс-Бригс и написала коментар на текст о Мајерс-Бригсу, обративши пажњу на неопходност креирања текстова соционике за дијагностику типа информационог метаболизма.
Године 1978. написала је чланак „Теорија односа еротских осећања” и објавила прву верзију књиге „Дуална природа човека”. То су била прва штампана дела у области соционике.
Године 1980. објавила је у часопису „Mokslas ir technika” чланак о моделима информационог метаболизма (Модел А), која је изложена оштрој критици од стране неких литванских психолога, али је истовремено изазвала интересовање читалаца. Затим је издала своју нову књигу „Теорија интертипних односа”. Године 1980. написала је низ чланака из соционике,  међу којима су многи уврштени у архив библиотеке Академије Наука Литваније (изједначавало се са публикацијама), међутим наручивало се и дистрибуирало у виду фотокопија. Почетком осамдесетих година учествовала је у низу федералних конференција из социологије, психологије и педагогике, допуњујући и објашњавајући концепцију и методе соционике, наступала је предавањима у низу градова Литваније, Русије и Украјине. То је довело до појаве мноштва ученика и наследника Аугустинавићуте, не само хуманитараца-педагога, психолога и социолога, већ и екперата у области кибернетике, бионике, програмирања, теорије система, моделирања вештачке интелигенције. Експериментално предавање њених студената из Каунаса на 7. украјинској републичкој научно-техничкој конференцији, изазвало је велико интересовање за тему и бурну дискусију. Тим студената је предводио шеф катедре за радио-мерну опрему, Николај Николајевич Медведев. Као резултат тога, Аушра је 1985. позивана и одржала низ предавања из соционике на Кијевским државним универзитетима. То је довело до развоја Кијевског института за соционику, ком су се прикључили кибернетичари, социолози, психолози, биолози и педагози. Године 1985, након дуге преписке и креативне расправе са лењинградским математичарем Григоријем Романовичем Рејњином, који је предложио постојање 15 ортогоналних карактеристика од 16 типова информационог метаболизма у друштву, објавила је чланак „Рејњинова теорија карактеристика“ у архивском рукопису.
Осамдесетих година њена дела су добила оцене неких професионалних психолога, нарочито специјализаната из области породичне психологије, и њена дела цитирана су у посебним уџбено-методичким материјалима за учитеље. Године 1991. кратка варијанта Аушриног дела „Дуална природа човека” објављена је у чувеном научно-популарном часопису „Наука и религија”, чији је тираж у то време био око 1 милион примерака.
Године 1986, у околини Вилњуса, организовала је и спровела прву теоретско-практичку школу-семинар, која је садржала разне соционичке експерименте и тренинге, у којима је учествовало око 40 у то време познатих соционичара, међу којима су били социолози, педагози, психолози, математичари, философи, кибернетичари, програмери, ижењери.
Почевши од 1988. године, Аушра постаје председник низа једногодишњих Федералних, а касније и међународних, конференција и семинара из соционике. Први Федерални семинар-конференција под називом „Соционика – сврсисходно формирање колективâ”, под председавањем Аугустинавићуте, организован од стране Украјинске републичке владе, одиграо се у априлу 1988. године у Полтави (Украјина). На њему је било 80 учесника и састављено је 34 научних извештаја.
Почевши 1996. године, она бива редовни научни консултант организације „Међународни институт за соционику” у Украјини, и бива редовни члан колегијума издавача научних часописа: „Соционика, ментологија и психологија личности”, „Менаџмент и кадрови: психологија управљања, соционика и социологија”, „Психологија и соционика међуличносних односа”. Деведесетих година је такође предавала на Пољском унивезитету у граду Вилњусу.
Године 1995. невладина друштвена организација „Руска академија природних наука” (РАЕН) почела је са регистрацијом открића у областима друштвених наука, и прво је било регистровано откриће из области социологије под називом „Принцип самоорганизације динамичних структура међуличносног узајамног деловања у људском друштву”. Аугустинавићуте је као аутор открића била награђена диплом о открићу и медаљом РАЕН по имену академика Пјотра Леонидовича Капице.
Последње године Аушра је провела у сиромаштву. Литваније јој је исплаћивала само невелику пензију. На соционичким конференцијама 2001. и 2002. године, скупљана је за њу материјална помоћ.